# خشنة حقلية
الخشنة الحقلية أو اسبرولة (باللاتينية: Asperula arvensis) نوع نباتي ينتمي إلى جنس الخشنة من الفصيلة الفوية.

## الموئل والانتشار
موطن هذا النوع بلاد الشام والمغرب العربي ومعطم مناطق حوض البحر الأبيض المتوسط.

## مرادفات للاسم العلمي[4]
- (باللاتينية: Asperula dubia Willd. ex Roem. & Schult. 		)
- (باللاتينية: Galium arvense (L.) F.Herm.)
- (باللاتينية: Galium sherardiiflorum E.H.L.Krause)